# Kenichi Nozawa
Kenichi Nozawa (født 27. januar 1984) er en tidligere japansk fodboldspiller.
Han har spillet for flere forskellige klubber i sin karriere, herunder AC Nagano Parceiro.